# Myconita lipara
Myconita lipara är en fjärilsart som beskrevs av Bradley 1953. Myconita lipara ingår i släktet Myconita och familjen stävmalar. Inga underarter finns listade i Catalogue of Life.